# Reserva Estadual Risdon Oriental
A Reserva Estadual Risdon Oriental é uma área protegida de Categoria II da IUCN na costa leste do rio Derwent em Clarence, Hobart, Tasmânia. Leva o nome do subúrbio próximo de Risdon.
O registo mais antigo como área protegida foi em 17 de março de 1971., e actualmente é administrado pelo Serviço de Parques e Vida Selvagem da Tasmânia
A planta rara Eucalyptus risdonii é endémica na área, e o Eucalyptus morrisbyi, em risco de extinção, tem o menor dos seus dois remanescentes nativos dentro da reserva. A reserva abriga também uma grande quantidade de outras plantas.